# Игды-кала
Игды-кала (туркм. Igdi gala) — древний город (крепость) IV — V вв. н. э., расположенный на левом берегу Узбоя - древнего русла Амударьи, вблизи колодцев Верхние Игды (Балканский велаят, Туркменистан). Находится в 150 км севернее города Сердар.

## История
Игды-кала построена для контроля водного пути по Узбою (из Индии в Причерноморье). Одновременно крепость играла значительную роль в контактах кочевого населения региона и Парфянского государства, территория которого располагалась южнее. Судя по названию, крепость принадлежала туркменскому племени игдыр.

## Описание
В плане — неправильная трапеция со сторонами 60×60×75×45 м. Северо-восточная стена сооружена прямо на обрыве высотой до 30 м, с трех остальных сторон крепость окружена высеченным в скале рвом. Крепостные стены сложены из плоских каменных плит и усилены прямоугольными башнями (по всему периметру стен сохранилось 11 таких башен, а сами стены уцелели до высоты 1,5 м). В стенах и башнях сделаны узкие бойницы, имевшие, скорее всего, стреловидную форму, типичную для античной военной архитектуры Хорезма. Снаружи стены покрыты глиняной обмазкой, а изнутри к ним примыкал коридор типа стрелковой галереи. Как отмечал С. П. Толстов (руководитель экспедиции, открывшей этот памятник в 1954 году), «в целом крепость, построенная из не свойственного Хорезму материала — камня, во всех деталях повторяла принципы хорезмской фортификации и строительного дела, а по внешнему виду благодаря обмазке ничем не отличалась от хорезмских позднеантичных укреплений».